# Дурбес
Ду́рбес или Ду́рбе (латыш. Durbes ezers, Dorbes ezers) — озеро на западе Латвии, располагается на территории Тадайкской, Дурбской и Дуналкской волостей Южно-Курземского края. Исток реки Дурбе.
Озеро находится на высоте 23 м над уровнем моря. Площадь водной поверхности — 670 га. Наибольшая глубина — 2,3 м, средняя — 1,5 м. Обитает 12 видов рыб.

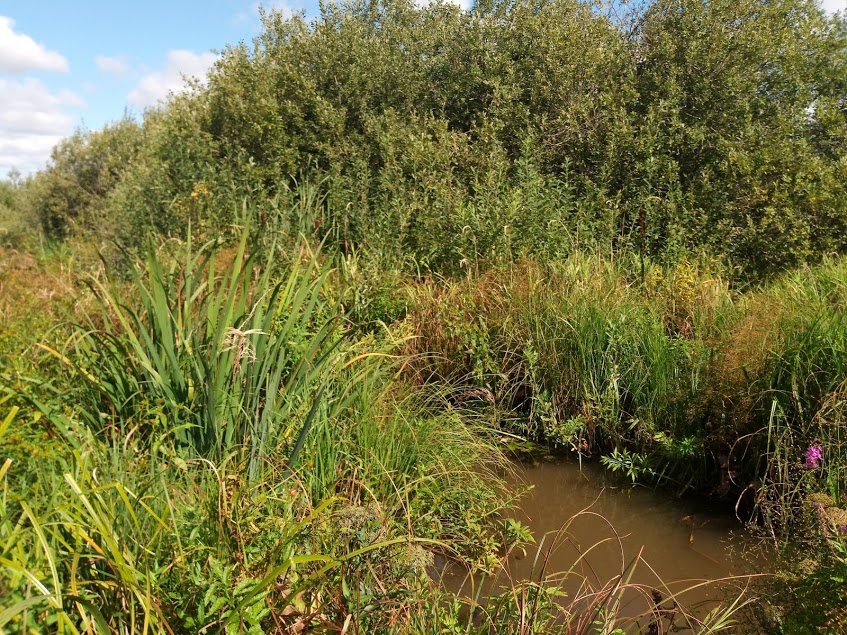
Заболоченный берег озера в заказнике

В северо-восточной части озера в 2004 году основан заказник «Durbes ezera pļavas» (с латыш. — «Луга озера Дурбес») площадью 596 га.